# 2006-os sakkvilágbajnokság
 Ez a cikk a sakkjátszmák algebrai lejegyzését alkalmazza.
A 2006-os sakkvilágbajnokság az 1993 óta létező két szervezet, a Nemzetközi Sakkszövetség (FIDE), valamint a Professzionális Sakkszövetség (PCA) világbajnoki címeinek egyesítése érdekében, párosmérkőzés keretében zajlott Veszelin Topalov FIDE-világbajnok és Vlagyimir Kramnyik PCA-világbajnok között. A „címegyesítő” világbajnoki mérkőzésre 2006. szeptember 23. és október 13. között Oroszországban, Elisztában került sor.
Az eredetileg 12 játszmásra tervezett mérkőzés 6–6 arányú döntetlennel ért véget. A rájátszás után Kramnyik 8,7–7,5 arányban győzött, ezzel megszerezte az egyesített sakkvilágbajnoki címet.

## Előzmények

### Két sakkvilágbajnok
Garri Kaszparov az 1993-as világbajnoki döntő előtt saját sportszövetséget alapított, a Professzionális Sakkozók Szövetségét (PCA), és annak keretén belül rendezte meg az 1993-as „klasszikusnak” nevezett világbajnoki döntőt a világbajnokjelöltek versenyének győztesével, az angol Nigel Shorttal. 1993-tól 2006-ig, az úgynevezett „címegyesítő” mérkőzésig a sakkozás két világbajnokot tartott nyilván, mert a FIDE megfosztotta világbajnoki címétől és törölte ranglistájáról Kaszparovot, és saját világbajnoki versenysorozatot szervezett, amelynek győztese a FIDE-világbajnok címet kapta.
Kaszparov a „klasszikus sakkvilágbajnoki” címét az 1995-ben vívott világbajnoki döntőben sikeresen megvédte Visuvanádan Ánand ellen, a 2000-ben játszott világbajnoki mérkőzésen azonban vesztett Vlagyimir Kramnyikkal szemben. Kramnyik 2004-ben a Lékó Péter elleni mérkőzésen elért 7–7 arányú döntetlennel a szabályok szerint, mint világbajnok, megvédte címét.
A FIDE 1998–2004 között nem a korábban hagyományos módon, azaz felmenő rendszerű versenysorozatok, majd a legjobbak közötti párosmérkőzések keretében választotta ki a világbajnokkal mérkőzést játszó jelölt személyét, hanem a legjobb 100, illetve később 128 versenyző részvételével egy helyszínen rendezte egyenes kieséses (knockout) rendszerű világbajnokságait, amelynek győztese szerezte meg a világbajnoki címet. A lebonyolítás módszerét sok kritika érte, ezért a 2005-ös FIDE-sakkvilágbajnokság rendezése során az utoljára 1948-ban alkalmazott formát választották, és a legjobb nyolc versenyző részvételével kétfordulós körmérkőzést rendeztek, amelyet a bolgár Veszelin Topalov nyert meg.
Ilyen előzmények után alakult ki a címegyesítő sakkvilágbajnoki mérkőzés a két világbajnok, Vlagyimir Kramnyik és Veszelin Topalov között.

### Prágai Egyezmény
A címegyesítő mérkőzésre a 2002. május 6-án aláírt „Prágai Egyezmény” alapján került sor. Az egyezmény szerint egyrészről a PCA-világbajnok Vlagyimir Kramnyik a dortmundi szuperverseny győztesével mérkőzik a klasszikus világbajnoki címért, másrészről az akkori FIDE-világbajnok Ruszlan Ponomarjov és a világranglista-vezető Garri Kaszparov mérkőzik a FIDE-világbajnoki címért, és a két győztes mérkőzik meg az egyesített sakkvilágbajnoki címért.
A 2004-es klasszikus sakkvilágbajnokság Vlagyimir Kramnyik és a dortmundi verseny győztese, Lékó Péter között létrejött; a Kaszparov–Ponomarjov-mérkőzésre azonban Ponomarjov újabb és újabb követelései miatt nem került sor. Időközben a FIDE-világbajnokságot 2004-ben Rusztam Kaszimdzsanov nyerte, és megkezdődtek a tárgyalások egy Kaszparov–Kaszimdzsanov-mérkőzésről, azonban erre a mérkőzésre – máig sem teljesen tisztázott okok miatt – sem került sor. 2005-ben Kaszparov bejelentette visszavonulását, így az egyezménynek ezen az ágán csak a hivatalos FIDE-világbajnok maradt.
A Nemzetközi Sakkszövetség (FIDE) 2005-ben új lebonyolítási formát határozott meg a világbajnokságra, amely szerint a világ nyolc legjobb sakkozója küzd a sakkvilágbajnok címéért. A versenyre meghívást kapott a PCA világbajnoka, Kramnyik is, ő azonban a részvételt a Prágai Egyezményre hivatkozva elhárította. Azzal érvelt, hogy az egyezmény alapján joga van a FIDE-világbajnokkal egy kettejük között zajló párosmérkőzésen megvívni az egyesített világbajnoki címért.
A 2005-ös FIDE-sakkvilágbajnokságot a bolgár Veszelin Topalov nyerte, és Kramnyik kifejezte készségét, hogy mérkőzést játszik Topalovval az egyesített világbajnoki címért. Topalov ugyanakkor nem kívánt Kramnyikkal megmérkőzni, arra hivatkozva, hogy a 2005-ös sakkvilágbajnokság FIDE általi kiírásában az szerepel, hogy a 2005-ös világbajnokság győztese a sakkvilágbajnok, és ez a megfogalmazás nem azonos a korábbi „FIDE-sakkvilágbajnok” titulussal. Mondandóját kiegészítette azzal, hogy nem kíván egy nála 60 Élő-ponttal gyengébbel megvívni a címért. (A valóságban egyébként 2005. októberben csak 42 pont volt köztük a különbség.) Később a FIDE nyomására beleegyezett a mérkőzésbe.
A FIDE 2006. április 13-án jelentette be hivatalosan, hogy elhárultak az akadályok a Kramnyik–Topalov sakkvilágbajnoki mérkőzés elől, mindkét fél elfogadta a helyszínt és a mérkőzésre vonatkozó szabályokat. A mérkőzést 2006. szeptember 21. – október 13. között az oroszországi Elisztában rendezik.

## A világbajnoki döntő

### A döntő szabályai
A döntő szabályait a Nemzetközi Sakkszövetség határozta meg.
A játszmákban 40 lépésre 120 perc állt a versenyzők rendelkezésére, majd további 20 lépésre újabb 60 perc. A 61. lépéstől plusz 15 percet és lépésenként 30 másodperc többletidőt kaptak a játszma teljes befejezéséig.
Az előzetesen meghatározott szabály alapján a mérkőzés 12 játszmáig tart, és az nyer, aki előbb éri el ezen belül a 6,5 pontot. Pontegyenlőség esetén rájátszásra kerül sor. A rájátszás négy rapidjátszmából áll, amelyeknél a gondolkodási idő versenyzőnként 25 perc, lépésenként 10 másodperc többletidővel. Ha ezután is pontegyenlőség van, akkor két 5 perces villámjátszma következik, lépésenként 10 másodperc többletidővel. Ha még mindig pontegyenlőség áll fenn, akkor egy armageddonjáték dönt, amelyben 6 perc áll világos és 5 perc sötét rendelkezésére, többletidő nélkül. Sötét számára a döntetlen is a mérkőzés megnyerését jelenti. Az armageddonjáték során sorsolással döntenek arról, hogy ki választhatja meg a színét.

### A mérkőzés díjazása
A 2006-os sakkvilágbajnokság díjalapja minimum 1 000 000 amerikai dollár, amely fele-fele arányban kerül felosztásra a versenyzők között a mérkőzés végeredményétől függetlenül. Ha valamelyik versenyző a mérkőzés kezdete után indokolatlanul visszalép, akkor a díjalap ráeső részét nem kapja meg.

### Egymás elleni eredményeik és formájuk
A világbajnoki döntő előtt 62 alkalommal találkoztak, Kramnyik 19-szer, Topalov kilencszer győzött, 34 döntetlen mellett.
Kramnyik évekig folyamatosan tartotta a világranglista 2–3. helyét, a mérkőzés előtti utolsó hivatalos ranglistán, a 2006. júliusin a 4. helyen állt. Topalov 2001. júliusban került a top 10-be, majd folyamatosan emelkedett a ranglistán, és 2006. áprilisban az élre került. A verseny idején is ő vezette a világranglistát.
2005. januárban mindketten részt vettek a Corus sakktornán, amelyen Topalov a 3. helyet szerezte meg Lékó Péter és Visuvanádan Ánand mögött, míg Kramnyik mögöttük holtversenyben a 4–7. helyen végzett. Májusban az MTel Masters tornán Topalov végzett az 1. helyen, Kramnyik azonban csak az utolsó helyet szerezte meg a 2747-es, szupererős átlag-Élő-pontszámú hatfős mezőnyben. A dortmundi Sparkassen versenyen is Topalov ért el jobb eredményt, a 2–5. helyen végzett, míg Kramnyik csak a 6–7. helyet szerezte meg. Kramnyik az orosz bajnokság szuperdöntőjén sem szerepelt kiemelkedően, csupán a középmezőnyben végzett. A világbajnoki mérkőzés előtti utolsó nagy versenyén, a 2720-as átlagú dortmundi Sparkassen versenyen azonban már jó formában játszott, és Peter Szvidlerrel holtversenyben az élen végzett.
A közös versenyeken kívül Topalov 2005-ben Garri Kaszparovval holtversenyben nyerte a linaresi szupertornát, 2006-ban Visuvanádan Ánanddal holtversenyben nyerte a Corus tornát, a 2–3. helyet szerezte meg a morelia–linaresi nemzetközi versenyen, és ismét megnyerte az MTel Masters versenyt Szófiában.

### A mérkőzés lefolyása
Kramnyik az első két játszma megnyerésével kezdett, majd két döntetlen következett. 3–1-es Kramnyik-vezetésnél Topalov és menedzsere, Silvio Danailov levelet intézett a mérkőzés szervező bizottságához, és kifogásolta, hogy Kramnyik túl sok időt tölt a számára kijelölt pihenőhelyiségben, és különösen annak mellékhelyiségében, az egyetlen helyiségben, amely nincs bekamerázva. Kérték, hogy a mérkőzés tisztasága és a sportszerűség érdekében ezt tiltsák meg számára. A szervező bizottság a kérést elfogadta, és Kramnyikot a közös mellékhelyiség használatára kötelezte.
Kramnyik nem fogadta el a szervező bizottság döntését, amelyről nyílt levélben tájékoztatta a bizottságot. A megváltozott körülmények között nem volt hajlandó folytatni a mérkőzést, emiatt az 5. játszmában vesztesnek nyilvánították. A mérkőzés folytatását felfüggesztették, amíg a FIDE elnöke, Kirszan Iljumzsinov a helyszínre nem utazott a sajtó által időközben „toiletgate”-nek nevezett válsághelyzet megoldására. Néhány nap szünet után a FIDE-elnök meghozta a döntését: a bizottságot lecserélte, Kramnyik a mellékhelyiséget ismét használhatta, de az 5. játszma eredményét nem változtatta meg.
Topalov megnyerte a 8. és a 9. játszmát, ezzel megfordította a mérkőzés állását. A 10. játszmát azonban ismét Kramnyik nyerte, és két döntetlen után az alapszakasz 6–6 arányú döntetlennel zárult. A rájátszás négy 25 perces rapidjátékból állt, amelyből Kramnyik kettőt nyert, míg Topalov csak egyet, és egy játszma döntetlenül végződött. Ezzel Kramnyik 13 év kétbajnokos káoszos időszak után a sakkozás egyetlen világbajnoka lett.

### A játszmánkénti eredmények
| Versenyző          | Ország      | Élő-p. | 1 | 2 | 3 | 4 | 5  | 6 | 7 | 8 | 9 | 10 | 11 | 12 | Pont | R1 | R2 | R3 | R4 | Össz |
| ------------------ | ----------- | ------ | - | - | - | - | -- | - | - | - | - | -- | -- | -- | ---- | -- | -- | -- | -- | ---- |
| Vlagyimir Kramnyik | Oroszország | 2743   | 1 | 1 | ½ | ½ | 0* | ½ | ½ | 0 | 0 | 1  | ½  | ½  | 6    | ½  | 1  | 0  | 1  | 8½   |
| Veszelin Topalov   | Bulgária    | 2813   | 0 | 0 | ½ | ½ | 1* | ½ | ½ | 1 | 1 | 0  | ½  | ½  | 6    | ½  | 0  | 1  | 0  | 7½   |
Megjegyzés: * - játék nélkül

### A mérkőzés játszmái
A mérkőzés összes játszmája megtalálható a Chessgames honlapján. A döntéssel végződött játszmák:
1. játszma Kramnyik–Topalov 1–0 75 lépés
Katalán megnyitás, nyílt védelem ECO E04
1.d4 Hf6 2.c4 e6 3.Hf3 d5 4.g3 dxc4 5.Fg2 Fb4+ 6.Fd2 a5 7.Vc2 Fxd2+ 8.Vxd2 c6 9.a4 b5 10.axb5 cxb5 11.Vg5 O-O 12.Vxb5 Fa6 13.Va4 Vb6 14.O-O Vxb2 15.Hbd2 Fb5 16.Hxc4 Fxa4 17.Hxb2 Fb5 18.He5 Ba7 19.Ff3 Hbd7 20.Hec4 Bb8 21.Bfb1 g5 22.e3 g4 23.Fd1 Fc6 24.Bc1 Fe4 25.Ha4 Bb4 26.Hd6 Ff3 27.Fxf3 gxf3 28.Hc8 Ba8 29.He7+ Kg7 30.Hc6 Bb3 31.Hc5 Bb5 32.h3 Hxc5 33.Bxc5 Bb2 34.Bg5+ Kh6 35.Bgxa5 Bxa5 36.Hxa5 He4 37.Bf1 Hd2 38.Bc1 He4 39.Bf1 f6 40.Hc6 Hd2 41.Bd1 He4 42.Bf1 Kg6 43.Hd8 Bb6 44.Bc1 h5 45.Ba1 h4 46.gxh4 Kh5 47.Ba2 Kxh4 48.Kh2 Kh5 49.Bc2 Kh6 50.Ba2 Kg6 51.Bc2 Kf5 52.Ba2 Bb5 53.Hc6 Bb7 54.Ba5+ Kg6 55.Ba2 Kh5 56.d5 e5 57.Ba4 f5 58.Hxe5 Bb2 59.Hd3 Bb7 60.Bd4 Bb6 61.d6 Hxd6 62.Kg3 He4+ 63.Kxf3 Kg5 64.h4+ Kf6 65.Bd5 Hc3 66.Bd8 Bb1 67.Bf8+ Ke6 68.Hf4+ Ke5 69.Be8+ Kf6 70.Hh5+ Kg6 71.Hg3 Bb2 72.h5+ Kf7 73.Be5 Hd1 74.He2 Kf6 75.Bd5 1-0
2. játszma Topalov–Kramnyik 0–1 63 lépés
Szláv védelem, cseh változat ECO D19
1.d4 d5 2.c4 c6 3.Hc3 Hf6 4.Hf3 dxc4 5.a4 Ff5 6.e3 e6 7.Fxc4 Fb4 8.O-O Hbd7 9.Ve2 Fg6 10.e4 O-O 11.Fd3 Fh5 12.e5 Hd5 13.Hxd5 cxd5 14.Ve3 Fg6 15.Hg5 Be8 16.f4 Fxd3 17.Vxd3 f5 18.Fe3 Hf8 19.Kh1 Bc8 20.g4 Vd7 21.Bg1 Fe7 22.Hf3 Bc4 23.Bg2 fxg4 24.Bxg4 Bxa4 25.Bag1 g6 26.h4 Bb4 27.h5 Vb5 28.Vc2 Bxb2 29.hxg6 h5 30.g7 hxg4 31.gxf8=V+ Fxf8 32.Vg6+ Fg7 33.f5 Be7 34.f6 Ve2 35.Vxg4 Bf7 36.Bc1 Bc2 37.Bxc2 Vd1+ 38.Kg2 Vxc2+ 39.Kg3 Ve4 40.Ff4 Vf5 41.Vxf5 exf5 42.Fg5 a5 43.Kf4 a4 44.Kxf5 a3 45.Fc1 Ff8 46.e6 Bc7 47.Fxa3 Fxa3 48.Ke5 Bc1 49.Hg5 Bf1 50.e7 Be1+ 51.Kxd5 Fxe7 52.fxe7 Bxe7 53.Kd6 Be1 54.d5 Kf8 55.He6+ Ke8 56.Hc7+ Kd8 57.He6+ Kc8 58.Ke7 Bh1 59.Hg5 b5 60.d6 Bd1 61.He6 b4 62.Hc5 Be1+ 63.Kf6 Be3 0-1
8. játszma Kramnyik–Topalov 0–1 52 lépés
Fél-szláv védelem, meráni változat ECO D47
1.d4 d5 2.c4 c6 3.Hf3 Hf6 4.Hc3 e6 5.e3 Hbd7 6.Fd3 dxc4 7.Fxc4 b5 8.Fe2 Fb7 9.O-O b4 10.Ha4 c5 11.dxc5 Hxc5 12.Fb5+ Hcd7 13.He5 Vc7 14.Vd4 Bd8 15.Fd2 Va5 16.Fc6 Fe7 17.Bfc1 Fxc6 18.Hxc6 Vxa4 19.Hxd8 Fxd8 20.Vxb4 Vxb4 21.Fxb4 Hd5 22.Fd6 f5 23.Bc8 H5b6 24.Bc6 Fe7 25.Bd1 Kf7 26.Bc7 Ba8 27.Bb7 Ke8 28.Fxe7 Kxe7 29.Bc1 a5 30.Bc6 Hd5 31.h4 h6 32.a4 g5 33.hxg5 hxg5 34.Kf1 g4 35.Ke2 Hf6 36.b3 He8 37.f3 g3 38.Bc1 Hf6 39.f4 Kd6 40.Kf3 Hd5 41.Kxg3 Hc5 42.Bg7 Bb8 43.Ba7 Bg8+ 44.Kf3 He4 45.Ba6+ Ke7 46.Bxa5 Bg3+ 47.Ke2 Bxe3+ 48.Kf1 Bxb3 49.Ba7+ Kf6 50.Ba8 Hxf4 51.Ba1 Bb2 52.a5 Bf2+ 0-1
9. játszma Topalov–Kramnyik 1–0 39 lépés
Szláv védelem, Schallopp-védelem ECO D12
1.d4 d5 2.c4 c6 3.Hf3 Hf6 4.e3 Ff5 5.Hc3 e6 6.Hh4 Fg6 7.Hxg6 hxg6 8.a3 Hbd7 9.g3 Fe7 10.f4 dxc4 11.Fxc4 O-O 12.e4 b5 13.Fe2 b4 14.axb4 Fxb4 15.Ff3 Vb6 16.O-O e5 17.Fe3 Bad8 18.Ha4 Vb8 19.Vc2 exf4 20.Fxf4 Vb7 21.Bad1 Bfe8 22.Fg5 Fe7 23.Kh1 Hh7 24.Fe3 Fg5 25.Fg1 Hhf8 26.h4 Fe7 27.e5 Hb8 28.Hc3 Fb4 29.Vg2 Vc8 30.Bc1 Fxc3 31.bxc3 He6 32.Fg4 Vc7 33.Bcd1 Hd7 34.Va2 Hb6 35.Bf3 Hf8 36.Bdf1 Be7 37.Fe3 Hh7 38.Bxf7 Hd5 {Ha 38 ... Bxf7 akkor 39.Bxf7 Vxf7 40.Fe6 nyer.} 39.B7f3 1-0
10. játszma Kramnyik–Topalov 1–0 43 lépés
Katalán megnyitás, zárt változat ECO E00
1.d4 Hf6 2.c4 e6 3.Hf3 d5 4.g3 Fb4+ 5.Fd2 Fe7 6.Fg2 O-O 7.O-O c6 8.Ff4 Hbd7 9.Vc2 a5 10.Bd1 Hh5 11.Fc1 b5 12.cxd5 cxd5 13.e4 dxe4 14.Vxe4 Bb8 15.Ve2 Hhf6 16.Ff4 Bb6 17.He5 Hd5 18.Fxd5 exd5 19.Hc3 Hf6 20.Hxb5 Fa6 21.a4 He4 22.Bdc1 Ve8 23.Bc7 Fd8 24.Ba7 f6 25.Hd7 Bf7 26.Hxb6 Bxa7 27.Hxd5 Bd7 28.Hdc3 Bxd4 29.Be1 f5 30.Vc2 Bb4 31.Hd5 Bxb5 32.axb5 Vxb5 33.Hc7 Vc4 34.Vd1 Fxc7 35.Vd7 h6 36.Vxc7 Vb4 37.Vb8+ Vxb8 38.Fxb8 Hd2 39.Ba1 g5 40.f4 Hb3 41.Ba3 Fc4 42.Fc7 g4 43.Fxa5 1-0
14. játszma Kramnyik–Topalov 1–0 45 lépés
Fél-szláv védelem, Stoltz-változat ECO D45
1.d4 d5 2.c4 c6 3.Hf3 Hf6 4.Hc3 e6 5.e3 Hbd7 6.Vc2 Fd6 7.b3 O-O 8.Fe2 b6 9.O-O Fb7 10.Fb2 Be8 11.Bad1 Ve7 12.Bfe1 Bac8 13.Fd3 e5 14.e4 dxc4 15.Fxc4 b5 16.Ff1 g6 17.Vd2 Bcd8 18.Vg5 a6 19.h3 exd4 20.Hxd4 Ve5 21.Vxe5 Hxe5 22.Hc2 g5 23.Fc1 h6 24.Fe3 c5 25.f3 Ff8 26.Ff2 Fc8 27.He3 Fe6 28.Hed5 Fxd5 29.exd5 Hed7 30.Bxe8 Bxe8 31.a4 b4 32.He4 Hxe4 33.fxe4 Hf6 34.d6 Hxe4 35.d7 Bd8 36.Fxa6 f5 37.a5 Fg7 38.Fc4+ Kf8 39.a6 Hxf2 40.Kxf2 Fd4+ 41.Bxd4 cxd4 42.a7 Ke7 43.Fd5 Kxd7 44.a8=V Bxa8 45.Fxa8 1-0
15. játszma Topalov–Kramnyik 1–0 50 lépés
Szláv védelem, Schallopp-védelem ECO D12
1.d4 d5 2.c4 c6 3.Hf3 Hf6 4.e3 Ff5 5.Hc3 e6 6.Hh4 Fg6 7.Fe2 Hbd7 8.O-O Fd6 9.g3 dxc4 10.Fxc4 Hb6 11.Fe2 O-O 12.Hxg6 hxg6 13.e4 e5 14.f4 exd4 15.Vxd4 Ve7 16.Kg2 Fc5 17.Vd3 Bad8 18.Vc2 Fd4 19.e5 Hfd5 20.Bf3 Hxc3 21.bxc3 Fc5 22.Fd2 Bd7 23.Be1 Bfd8 24.Fd3 Ve6 25.Fc1 f5 26.Ve2 Kf8 27.Bd1 Ve7 28.h4 Bd5 29.Vc2 Hc4 30.Bh1 Ha3 31.Ve2 Vd7 32.Bd1 b5 33.g4 fxg4 34.Bg3 Ke7 35.f5 gxf5 36.Fg5+ Ke8 37.e6 Vd6 38.Fxf5 Bxd1 39.Fg6+ Kf8 40.e7+ Vxe7 41.Fxe7+ Fxe7 42.Fd3 Ba1 43.Vb2 Bd1 44.Ve2 Ba1 45.Vxg4 Bxa2+ 46.Kh3 Ff6 47.Ve6 Bd2 48.Fg6 B2d7 49.Bf3 b4 50.h5 1-0
16. játszma Kramnyik–Topalov 1–0 45 lépés
Fél-szláv védelem, meráni változat ECO D47
1.d4 d5 2.c4 c6 3.Hf3 Hf6 4.Hc3 e6 5.e3 Hbd7 6.Fd3 dxc4 7.Fxc4 b5 8.Fe2 Fb7 9.O-O Fe7 10.e4 b4 11.e5 bxc3 12.exf6 Fxf6 13.bxc3 c5 14.dxc5 Hxc5 15.Fb5+ Kf8 16.Vxd8+ Bxd8 17.Fa3 Bc8 18.Hd4 Fe7 19.Bfd1 a6 20.Ff1 Ha4 21.Bab1 Fe4 22.Bb3 Fxa3 23.Bxa3 Hc5 24.Hb3 Ke7 25.Bd4 Fg6 26.c4 Bc6 27.Hxc5 Bxc5 28.Bxa6 Bb8 29.Bd1 Bb2 30.Ba7+ Kf6 31.Ba1 Bf5 32.f3 Be5 33.Ba3 Bc2 34.Bb3 Ba5 35.a4 Ke7 36.Bb5 Ba7 37.a5 Kd6 38.a6 Kc7 39.c5 Bc3 40.Baa5 Bc1 41.Bb3 Kc6 42.Bb6+ Kc7 43.Kf2 Bc2+ 44.Ke3 Bxc5 45.Bb7+ 1-0

## A mérkőzés utóélete
A mérkőzést követően Kramnyik panasszal fordult a Nemzetközi Sakkszövetség Etikai Bizottságához, amiért Topalov és menedzsere rossz hírét keltette és csalással rágalmazta meg. Az Etikai Bizottság kivizsgálta az ügyet, és Topalovot, valamint menedzserét, Danailovot elmarasztalta, Topalovot egy évre eltiltotta a FIDE által szervezett versenyeken való részvételtől, így többek között a 2007-es világbajnokságon sem indulhatott.